# Козляниновы
Козляниновы (Козляиновы) — дворянский род, происходивший от новгородского боярина Григория Леонтьевича Козлянинова, записанного в 1550 в «тысячную книгу» лучших дворян и детей боярских.
Богдан Услюмов Козлянинов «за тихвинское осадное сидение» (1608) пожалован поместьем. О Тимофее Гавриловиче Козлянинове — смотрите соответствующую статью. Этот род был внесён в VI часть родословной книги Тверской, Калужской и Новгородской губерний Российской империи.
Другой род Козляниновых происходит от Ивана Козлянинова, участвовавшего в польском походе (1654—1656) и пожалованного за это поместьем. Из его потомков генерал-адъютант Николай Фёдорович Козлянинов  член военного совета (1877). Этот род Козляниновых был внесён в VI часть родословной книги Новгородской губернии.
Помимо перечисленных были также два рода Козляниновых более позднего происхождения.

## Описание герба
В верхней половине щита, в голубом поле, в середине серебряной подковы, шипами обращённой вниз, изображён золотой крест (польский герб Тэнпа Подкова). В нижней половине; в красном поле, из облаков, у подошвы щита означенных, выходящая рука держит тетиву натянутого золотого лука и две стрелы, копьями обращённые диагональю вверх.
На щите дворянский коронованный шлем. Нашлемник: три страусовых пера. Намёт на щите голубой и красный, подложенный золотом. Щит держат единорог и лев с обернутою в сторону головою. (Гербовник, IX, 96).

## Известные представители
- Козлянинов Иван — воевода в Ливнах (1665).
- Козлянинов Иван — дьяк, воевода в Астрахани (1684)[2].
- Козлянинов, Тимофей Гаврилович (???-1798) — вице-адмирал, главный командир Архангельского порта (1797).
- Козлянинов, Пётр Иванович — предводитель дворянства Крестецкого уезда Новгородской губернии (1779—1783, 1795—1797).
- Козлянинов, Иван Тимофеевич (1781—1834) — генерал-майор (1813), участник Отечественной войны 1812 года.
- Козлянинов, Всеволод Иванович — майор, участник Отечественной войны 1812 года, предводитель дворянства Устюженского уезда Новгородской губернии (1824—1826).
- Козлянинов, Всеволод Петрович — штабс-капитан, участник Отечественной войны 1812 года.
- Козлянинов, Владимир Петрович — поручик, участник Отечественной войны 1812 года, предводитель дворянства Устюженского уезда Новгородской губернии (1833—1835).
- Козлянинов, Фёдор Петрович — предводитель дворянства Боровичского уезда Новгородской губернии (1815—1817).
- Козлянинов, Николай Петрович — предводитель дворянства Крестецкого уезда Новгородской губернии (1833—1839).
- Козлянинов, Пётр Фёдорович (1809 — ?) — георгиевский кавалер, русский военный инженер, генерал-лейтенант, губернатор Казанской губернии (1858—1863) .
- Козлянинов, Сергей Иванович — предводитель дворянства Мещовского уезда Калужской губернии в 1870 году.
- Козлянинов, Николай Фёдорович (1818—1892) — генерал-адъютант, генерал от инфантерии, командующий Киевским военным округом, член Военного совета Российской империи.
- Козлянинов, Фёдор Григорьевич — полковник лейб-гвардии Конного полка, коллекционер.
- Козлянинов, Владимир Фёдорович (23.08.1881 г., СПб. — 15.12.1959 г., Париж) — флигель-адъютант, полковник лейб-гвардии Конного полка, военный музеевед, коллекционер[3].
- Козлянинов, Борис Фёдорович — штабс-ротмистр лейб-гвардии Конного полка, брат В. Ф. Козлянинова.